# Прва штампарија у Лесковцу
Прва штампарија у Лесковцу је основана 1. маја 1887. године, десет година након ослобођења од Турака.

## Опште информације
Димитрије Адамовић је био оснивач штампарије, а она је радила до 1891. године. Пера Стојановић и Страшимир Гемовић су одмах након гашења прве штампарије отворили нову.
Прва књига у Лесковцу је одштампана 1888. године, под називом Српско хришћанско домаће васпитање од А. Кристића.
Црквени гласник, прве штампане новине у Лесковцу су почеле са излажењем 1887. године (излазиле су до 1889. године), уредник новина је био Димитрије Алексић. По отварању Адамовићеве штампарије штампање новина се пребацило из Ниша у Лесковац.